# Vtoraja vesna
Vtoraja vesna (Вторая весна) è un film del 1979 diretto da Vladimir Jakovlevič Vengerov.

## Trama
Due amici inseparabili sono andati al fronte e lì hanno giurato che se uno di loro muore e l'altro sopravvive, il sopravvissuto continuerà il lavoro del defunto. Quindi l'attività principale della vita di Nesterov è la ricerca di un deposito di argilla preziosa, iniziata dal suo amico anche prima della guerra in luoghi remoti della taiga.